# Freisbach
Freisbach – miejscowość i gmina w Niemczech, w kraju związkowym Nadrenia-Palatynat, w powiecie Germersheim, wchodzi w skład gminy związkowej Lingenfeld.